# Hemtjärnen (Säfsnäs socken, Dalarna, 667782-141063)
Hemtjärnen är en sjö i Ludvika kommun i Dalarna och ingår i Göta älvs huvudavrinningsområde.